# Campionati del mondo di atletica leggera indoor 2018 - Salto in lungo maschile
La gara del salto in lungo maschile dei campionati del mondo di atletica leggera indoor 2018 si è svolta il 2 marzo.

## Podio
| Pos.    | Atleta                 | Nazionalità | Misura |
| ------- | ---------------------- | ----------- | ------ |
| Oro     | Juan Miguel Echevarría | Cuba        | 8,46 m |
| Argento | Luvo Manyonga          | Sudafrica   | 8,44 m |
| Bronzo  | Marquis Dendy          | Stati Uniti | 8,42 m |

## Situazione pre-gara

### Record
Prima di questa competizione, il record del mondo indoor e il record dei campionati erano i seguenti.
| Record                | Prestazione | Atleta                 | Data                                            | Competizione                     |
| --------------------- | ----------- | ---------------------- | ----------------------------------------------- | -------------------------------- |
| Record mondiale       | 8,79 m      | Carl Lewis Stati Uniti | 27 gennaio 1984 New York, Stati Uniti d'America |                                  |
| Record dei campionati | 8,62 m      | Iván Pedroso Cuba      | 7 marzo 1999 Maebashi, Giappone                 | Campionati del mondo indoor 1999 |

### Campioni in carica
I campioni in carica a livello mondiale erano:
| Campione        | Atleta                     | Prestazione | Data                                           | Competizione                     |
| --------------- | -------------------------- | ----------- | ---------------------------------------------- | -------------------------------- |
| Olimpico        | Jeff Henderson Stati Uniti | 8,38 m      | 13 agosto 2016 Rio de Janeiro, Brasile         | Giochi della XXXI Olimpiade      |
| Mondiale indoor | Marquis Dendy Stati Uniti  | 8,26 m      | 19 marzo 2016 Portland (Stati Uniti d'America) | Campionati del mondo indoor 2016 |

### La stagione
Prima di questa gara, gli atleti con le migliori tre prestazioni dell'anno erano:
| Pos. | Atleta                                        | Prestazione | Data                                                |
| ---- | --------------------------------------------- | ----------- | --------------------------------------------------- |
| 1    | Jarrion Lawson Stati Uniti                    | 8,38 m      | 17 febbraio 2018 Albuquerque, Stati Uniti d'America |
| 2    | Aleksandr Men'kov Atleti Neutrali Autorizzati | 8,23 m      | 14 febbraio 2018 Mosca, Russia                      |
| 3    | Michael Hartfield Stati Uniti                 | 8,18 m      | 17 febbraio 2018 Albuquerque, Stati Uniti d'America |

## Risultati

### Finale
La finale diretta si è tenuta il 2 marzo alle ore 19:35.
| Pos | Atleta                 | Nazionalità | 1ª prova | 2ª prova | 3ª prova | 4ª prova | 5ª prova | 6ª prova | Risultato | Note                                     |
| --- | ---------------------- | ----------- | -------- | -------- | -------- | -------- | -------- | -------- | --------- | ---------------------------------------- |
|     | Juan Miguel Echevarría | Cuba        | 8,19 m   | 8,28 m   | x        | 8,36 m   | 8,46 m   | 7,86 m   | 8,46 m    | Miglior prestazione mondiale stagionale  |
|     | Luvo Manyonga          | Sudafrica   | x        | x        | 8,33 m   | 8,44 m   | x        | x        | 8,44 m    | Record africano                          |
|     | Marquis Dendy          | Stati Uniti | 7,92 m   | 8,02 m   | x        | 7,86 m   | 8,42 m   | 8,18 m   | 8,42 m    | Miglior prestazione personale            |
| 4   | Jarrion Lawson         | Stati Uniti | 7,92 m   | 7,86 m   | 8,02 m   | 8,01 m   | 8,14 m   | x        | 8,14 m    |                                          |
| 5   | Shi Yuhao              | Cina        | x        | 7,88 m   | 8,01 m   | 7,57 m   | 8,12 m   |          | 8,12 m    |                                          |
| 6   | Ruswahl Samaai         | Sudafrica   | 7,95 m   | 8,02 m   | 8,05 m   | 7,89 m   | 7,92 m   |          | 8,05 m    | Miglior prestazione personale stagionale |
| 7   | Radek Juška            | Rep. Ceca   | 7,99 m   | 7,67 m   | 7,47 m   | x        | x        |          | 7,99 m    | Miglior prestazione personale stagionale |
| 8   | Eusebio Cáceres        | Spagna      | 7,91 m   | x        | x        | –        | x        |          | 7,91 m    |                                          |
| 9   | Miltiádis Tentoglou    | Grecia      | x        | x        | 7,82 m   |          |          |          | 7,82 m    |                                          |
| 10  | Huang Changzhou        | Cina        | 7,31 m   | 7,75 m   | 7,35 m   |          |          |          | 7,75 m    |                                          |
| 11  | Tyrone Smith           | Bermuda     | 7,75 m   | x        | x        |          |          |          | 7,75 m    |                                          |
| 12  | Emiliano Lasa          | Uruguay     | 7,72 m   | 4,96 m   | x        |          |          |          | 7,72 m    | Miglior prestazione personale stagionale |
| 13  | Maykel Massó           | Cuba        | 7,71 m   | –        | r        |          |          |          | 7,71 m    | Miglior prestazione personale stagionale |
| 14  | Godfrey Khotso Mokoena | Sudafrica   | 7,53 m   | x        | x        |          |          |          | 7,53 m    | Miglior prestazione personale stagionale |
| 15  | Damar Forbes           | Giamaica    | x        | 7,18 m   | 7,21 m   |          |          |          | 7,21 m    |                                          |